# كلينيكس
كلينيكس (بالإنجليزية: Kleenex)‏ هو الاسم التجاري لمجموعة متنوعة من المنتجات الورقية مثل المناديل، ورق الحمام، مناشف ورقية، الفوط، وحفاظات الأطفال. وكلينيكس هي علامة تجارية مسجلة لشركة كمبرلي-كلارك العالمية، ويتم تصنيع منتجات كلينيكس في 30 بلدا وتباع في أكثر من 170 بلدا.